# Simó Márton
Simó Márton (Urikány, 1963. április 25. –) erdélyi magyar prózaíró, szerkesztő, publicista, költő.

## Életútja, munkássága
Középiskoláit a székelyudvarhelyi Dr. Petru Groza Líceumban (ma Tamási Áron Gimnázium) végezte (1981); ezután 1983-tól géplakatos, 1988–90 között helyettes tanár Székelyudvarhelyen, 1990-ben a helyi Szabadság c. lap szerkesztője. Egyetemi tanulmányait 1990-től a szegedi Juhász Gyula Tanárképző Főiskolán, majd az Eötvös Loránd Tudományegyetemen folytatta; ez időben a Romániai Magyar Szó (1992–96), az Udvarhelyi Híradó (1997) és az Erdélyi Napló munkatársa, a Szegedi Egyetem c. folyóirat irodalmi oldalainak szerkesztője (1993-95). 
2000-től a Magyar Nyelvért Alapítvány ügyvezetője; 2004-től az Erdélyi (Könyv) Műhely c. folyóirat kiadója. 2011-től 2014 decemberéig az Udvarhelyi Híradó c. napilap kulturális rovatát vezette. 
2013-ban – többekkel együtt – létrehozta az Élő Székelyföld Munkacsoport nevű alkotóműhelyt, amelynek keretében falufüzeteket jelentetnek meg és üzemeltetik az www.eloszekelyfold.ro nevű portált, amely elsősorban a vidéki (székely) települések mindennapjaival foglalkozik.
Első verseit 1984-ben az Ifjúmunkás közölte; versekkel, novellákkal, könyvkritikával az Igaz Szóban, 1990 után a Látóban, Helikonban, Korunkban, Székelyföldben, Erdélyi Naplóban, A Hétben, a Hitelben, a Magyar Naplóban és a Forrásban jelentkezik.

## Kötetei
- Emlékkönyv, 1799–1999. Kétszáz éves az atyhai templom; szerk. Simó Márton; Pro-Print, Csíkszereda, 1999
- Az utolsó tanító; Pro-Print, Csíkszereda, 2003 (Székelyföld műhely)
- Bozgor, avagy Kísérlet egy szó értelmezésére. Első próbálkozás; A Magyar Nyelvért Alapítvány, Budapest, 2004 (Erdélyi műhely könyvek)
- Bozgor, avagy Kísérlet egy szó értelmezésére. Második próbálkozás; A Magyar Nyelvért Alapítvány, Budapest, 2005 (Erdélyi műhely könyvek)
- Bozgor, avagy Kísérlet egy szó értelmezésére. Harmadik próbálkozás; A Magyar Nyelvért Alapítvány, Budapest, 2007 (Erdélyi műhely könyvek)
- Tranzit; Kortárs, Budapest, 2009 (Kortárs próza)
- Kijelölt hely. Válogatott publicisztikai írások, 2010–2014; A Magyar Nyelvért Alapítvány, Budapest–Székelyudvarhely, 2014 (Erdélyi műhely könyvek)
- "A zöld ág reménysége" I. Atyha korábbi és új templomáról; A Magyar Nyelvért Alapítvány–Élő Székelyföld Egyesület, Budapest–Székelyudvarhely, 2017 (Erdélyi műhely könyvek)
- Iker; Hargita Népe–AB Art, Csíkszereda–Budapest, 2022
- A boldogabb ember. Regény; A Magyar Nyelvért Alapítvány–Élő Székelyföld Munkacsoport és Egyesület, Budapest–Székelyudvarhely–Atyha, 2023 (Erdélyi Műhely könyvek)

"A zöld ág reménysége" II. Atyha korábbi és új templomáról; A Magyar Nyelvért Alapítvány-Élő Székelyföld Egyesület, Budapest-Székelyudvarhely, 2019 ("Erdélyi Műhely Könyvek")
Gerzson szép délutánja. Erdélyi Műhely Könyvek, Budapest-Székelyudvarhely, 2020
Iker. Regény. AB-ART Kiadó, Budapest 2022